# Paróquia Nossa Senhora Achiropita
A Paróquia Nossa Senhora Achiropita localiza-se no bairro do Bixiga, região central da cidade de São Paulo. Foi fundada por imigrantes italianos em 4 de março de 1926. Pertence ao setor Sé da Arquidiocese de São Paulo.
No Brasil, é a única igreja dedicada à Nossa Senhora Achiropita. Relembrada em 15 de agosto de cada ano, a santa é contemplada pelos religiosos durante o mês com a realização da Festa de Nossa Senhora Achiropita, evento que faz parte do calendário oficial da cidade de São Paulo.